# Bodilus karroensis
Bodilus karroensis är en skalbaggsart som beskrevs av S. Endrödi 1983. Bodilus karroensis ingår i släktet Bodilus och familjen Aphodiidae. Inga underarter finns listade.